# Savonlinnan Pallokerho
Le SaPKo (Savonlinnan Pallokerho) est un club de hockey sur glace de Savonlinna en Finlande. Il évolue en Suomi-sarja, le troisième échelon finlandais.

## Historique
Le club est créé en 1929. Il est basé a la patinoire de Talvisalo.